# Lotta Schelin
Lotta Schelin, właśc. Charlotta Eva Schelin (ur. 27 lutego 1984 w Trångsund), – szwedzka piłkarka, grająca obecnie w kobiecej drużynie Olympique Lyon. Występuje na pozycji napastniczki i jest reprezentantką Szwecji w piłce nożnej, w której zadebiutowała w 2004 roku.
Wysoki wzrost, siła i ofensywny styl gry Schelin spowodowały, że były menedżer duńskiej reprezentacji w piłce nożnej kobiet Peter Bonde zaczął ją porównywać do jej rodaka, Zlatana Ibrahimovicia.

## Życiorys

### Kariera juniorska
Schelin dorastała w Kållered, na południe od Göteborga. Tam też zaczęła swoją przygodę z piłką, grając dla Kållereds SK wraz ze swoją starszą siostrą, Camillą. Kolejnym jej klubem był Mölnlycke IF. Zanim zdecydowała się na poświęcenie całego swojego czasu piłce nożnej, trenowała również tenis stołowy, lekkoatletykę i snowboard. Będąc nastolatką miała problemy z kręgosłupem, przez co zalecano jej przerwanie uprawiania sportu. W wieku 17 lat intensywnie trenowała, by móc odzyskać siły na to, by ponownie grać w piłkę.

### Kariera seniorska
W 2001, mając 17 lat, Schelin zadebiutowała w szwedzkiej ekstraklasie (Damallsvenskan), grając dla Landvetter FC, znanego obecnie jako Göteborg FC. Zagrała w ponad 100 ligowych meczach dla klubu, który uznał ją za jedną z najbardziej wybitnych piłkarek reprezentujących jego barwy. Po kontuzji odniesionej w sierpniu 2002 była wykluczona z gry w lidze na blisko półtora roku, a jej powrót do treningów nastąpił w czerwcu 2003. W 2004 okrzyknięto ją przełomową piłkarką roku, kiedy to trafiła do siatki aż 14 razy w 15 meczach dla Göteborgu FC.
Schelin, mimo wielu ofert z innych klubów Damallsvenskan, zdecydowała się zostać w rodzinnej miejscowości. Kiedy w Stanach Zjednoczonych utworzono profesjonalną ligę piłki nożnej kobiet, Schelin zadeklarowała, że jest zainteresowana grą w tym kraju. Jednak po Letnich Igrzyskach Olimpijskich w 2008, ogłoszono, że od nowego sezonu Schelin będzie piłkarką Olympique Lyon, występującego w Division 1 we Francji. Po podpisaniu przez nią kontraktu spekulowano, że zarobki Szwedki będą wynosić ponad 160 tys. dolarów (ok. 533 tys. złotych) na rok.

### Kariera reprezentacyjna
Schelin zadebiutowała w reprezentacji Szwecji 16 marca 2004 w wygranym meczu z Francją (3-0) w Pucharze Algarve. Następnie, tego samego roku, reprezentowała swój kraj na letnich igrzyskach olimpijskich w Atenach.
W 2005 odniosła kontuzje pachwiny i ścięgna udowego, które były powodem długiej przerwy w grze. W 2006 była kluczową piłkarką turnieju w Algarve, przyczyniając się ostatecznie do zajęcia przez Szwecję zaszczytnego, trzeciego miejsca. Zdobyła jedynego gola w meczu o brązowy medal z Francją. Za jej starania przyznano jej Diamentową Piłkę dla najlepszej piłkarki w Szwecji. Tego samego roku otrzymała tytuł Napastniczki Roku w Damallsvenskan.
Sukcesy Schelin spowodowały, że stała się niesłychanie rozpoznawalna w swoim kraju, a jej ciężka praca została wynagrodzona w 2007 roku, kiedy została powołana na Mistrzostwa Świata w Piłce Nożnej Kobiet 2007 w Chinach.

## Nagrody/osiągnięcia

### Indywidualne
- 2004: Przełomowa Piłkarka Roku w Szwecji
- 2006: laureatka Diamentowej Piłki, Napastniczka Roku, mistrzostwo ligi, MVP Kopparbergs/Göteborg FC
- 2007: udział w Mistrzostwach Świata w Piłce Nożnej Kobiet
- 2008: udział w Letnich Igrzyskach Olimpijskich 2008
- 2011: laureatka Diamentowej Piłki, Napastniczka Roku
- 2013: królowa strzelców Mistrzostw Europy
- 2013: Najlepsza Piłkarka Szwecji, Napastniczka Roku

### Klubowe

#### Lyon
- Mistrzostwo Francji (Diwizja 1 Kobiet) (5): 2008/09, 2009/10, 2010/11, 2011/12, 2012/2013
- Puchar Francji (2): 2011/12, 2012/13
- Puchar Ligi Mistrzów UEFA Kobiet (2): 2010/11, 2011/12
- Klubowe Mistrzostwo Świata: 2013